# Sophie Agnes von Hessen-Darmstadt
Sophie Agnes von Hessen-Darmstadt (* 12. Januar 1604 in Darmstadt; † 8. September 1664 in Hilpoltstein) war eine geborene Landgräfin von Hessen-Darmstadt und verheiratet Pfalzgräfin und Herzogin von Pfalz-Neuburg-Hilpoltstein.

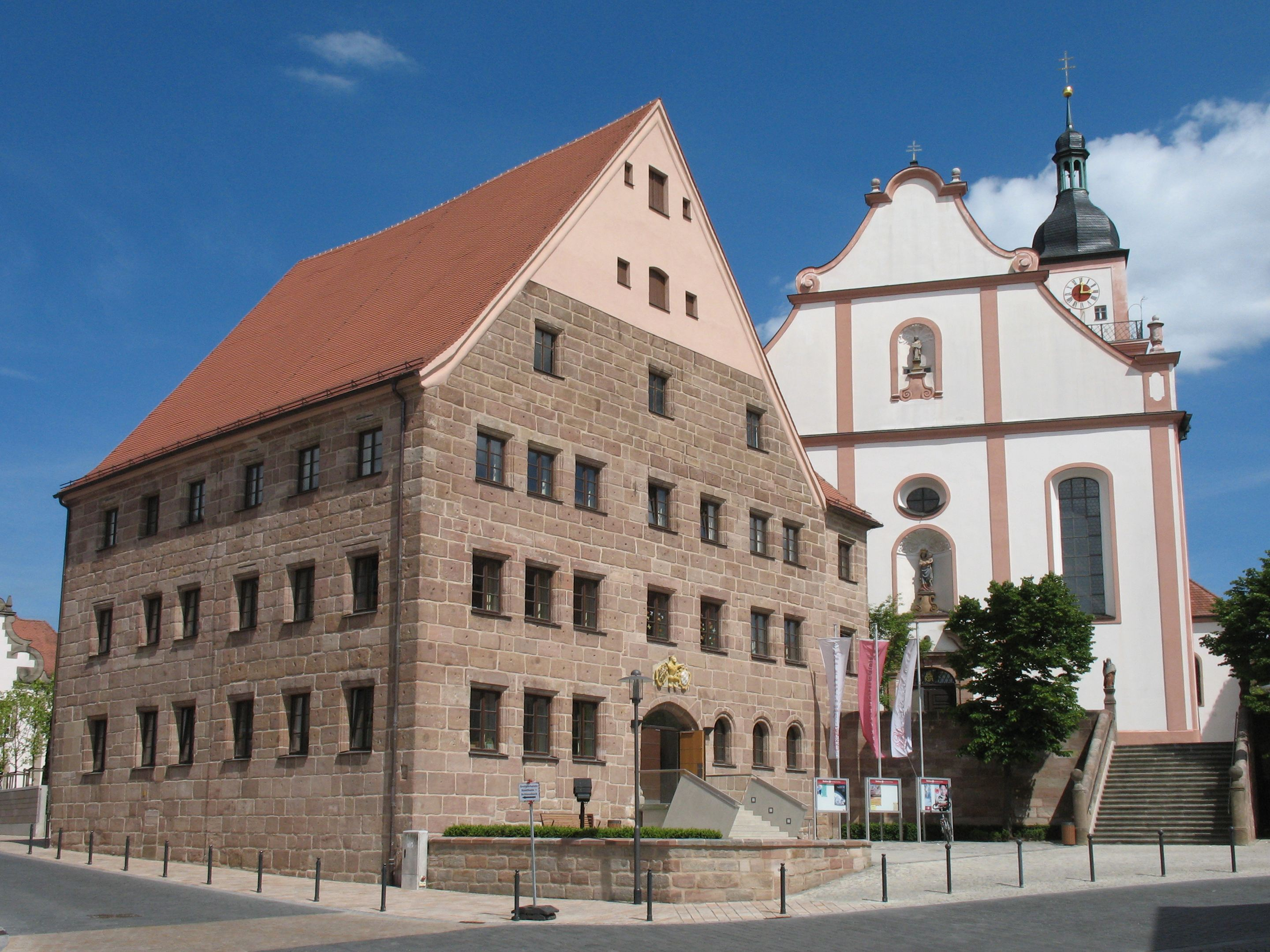
Fürstlich pfalzgräfliche Residenz zu Zeiten Sophie Agnes’ (heute Amtsgericht) und Stadtpfarrkirche St. Johannes der Täufer in Hilpoltstein

## Familie
Sophie Agnes war die Tochter des Landgrafen Ludwig V. von Hessen-Darmstadt und seiner Frau Magdalena, Tochter des Kurfürsten Johann Georg von Brandenburg. Sie hatte 12 Geschwister und einen Halbbruder. Die Geschwister waren:
- Elisabeth Magdalena (1600–1624) ⚭ 1617 Herzog Ludwig Friedrich von Württemberg-Mömpelgard (1586–1631) (er ⚭ II. 1625 eine Nichte Ludwigs V., Anna Eleonora von Nassau-Saarbrücken-Weilburg)
- Anna Eleonore (1601–1659) ⚭ 1617 Herzog Georg von Braunschweig-Lüneburg (1582–1641)
- Marie (1602–1610)
- Georg II. (1605–1661), Landgraf von Hessen-Darmstadt ⚭ 1627 Prinzessin Sophie Eleonore von Sachsen (1609–1671)
- Juliane (1606–1659) ⚭ 1631 Graf Ulrich II. von Ostfriesland (1605–1648)
- Amalie (1607–1627)
- Johannes (1609–1651), Landgraf von Hessen-Braubach ⚭ 1647 Gräfin Johanetta von Sayn-Wittgenstein (1626–1701)[2]
- Heinrich (1612–1629)[3]
- Hedwig (1613–1614)
- Ludwig (*/† 1614)
- Friedrich (1616–1682), Kardinal-Fürstbischof von Breslau

Mit ihrem Ehemann, Pfalzgraf und Herzog Johann Friedrich von Pfalz-Neuburg zu Hilpoltstein, den sie im Jahr 1624 heiratete, hatte sie folgende Kinder:
- Anna Louise von Pfalz-Neuburg-Hilpoltstein (1626–1627)[4][5]
- Maria Magdalena von Pfalz-Neuburg-Hilpoltstein (1628–1629)
- Phillip Ludwig von Pfalz-Neuburg-Hilpoltstein (1629–1632)
- Johann Friedrich von Pfalz-Neuburg-Hilpoltstein (1630–1630)
- Im Jahr 1631 ein Mädchen (namenlos)
- Maria Eleanore von Pfalz-Neuburg-Hilpoltstein (1632–1632)
- Joanna Sophie von Pfalz-Neuburg-Hilpoltstein (1635–1636)

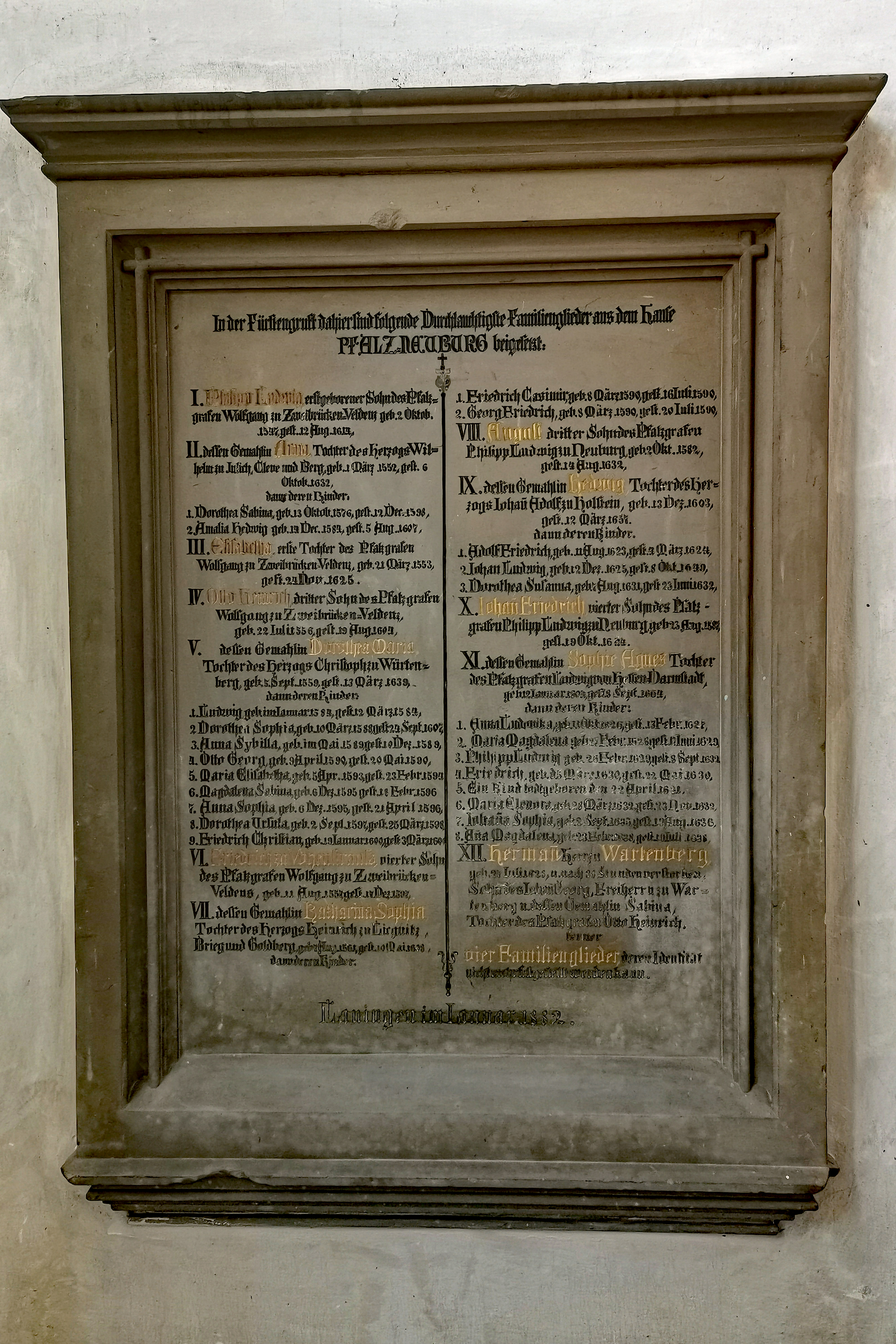
Namenstafel der Fürstengruft mit dem Namen von Sophie Agnes von Hessen-Darmstadt

Sie ist mit ihrem Ehemann in der Fürstengruft von St. Martin in Lauingen beerdigt. 1781 wurde der Sarg geöffnet. An Schmuck trug die Pfalzgräfin ein Paar goldene Ohrringe in Schlangenform mit Diamanten und partieller schwarzer Emaillierung. Diese sind in der Sammlung des bayerischen Nationalmuseums erhalten. Ein Bild von ihr befindet sich in der Miniaturensammlung der Hessische Hausstiftung in Schloss Wolfsgarten.